# Pärnu (rijeka)
Pärnu je rijeka u Estoniji. Rijeka izvire u brdima Pandivere iz izvora u Roosna-Alliku i teče preko ravnice, te se ulijeva u Riški zaljev kod grada Pärnua. To je jedna od najdužih rijeka u Estoniji sa 144 km. Površina porječja joj je 6920 km2, a prosječan istjek je 64,4 m3/s.
Gradovi Pärnu i Sindi smješteni su na obalama rijeke.
Desne pritoke su Lintsi, Käru, Vändra i Sauga, dok su lijeve Navesti i Reiu.

## Hidrologija
Pärnu izvire na Visoravni Pandivere iz jezera Roosna-Alliku (2,5 hektara) u Okrugu Järva. Od tamo teče prema jugozapadu do kanala Pärnu-Jägala, kojim se dobar dio voda pretače u rijeku Jägali. Nakon tog protječe kroz akumulacijsko jezero Tarbja, zatim teče istočnim rubovima gradova Paide i Türi i nešto dalje kod grada Pärnu nalayi se njezino ušće u Riški zaljev.
Porječje rijeke prostire se na površini od 6920 km2 po okruzima; Järva i Pärnu, a prosječni godišnji protok na ušću je 50 – 65 m3/s.
Utjecaj plime proteže se do ušća pritoke Reiu, pa je na toj dionici od nekih desetak km Pärnu duboka i preko 8 metara, što omogućava uplovljavanje velikih teretnih brodova.
Hidroenergija rijeke odavno se koristi je za pogon vodenica i pilana, te manufaturnu predionicu Sindi, a u novija vremena za proizvodnju električne energije (hidroelektrana Sindi 1904. – 1963. i hidroelektrana Särevere 1927. – 1941.). Još početkom 20. stoljeća po rijeci su se splavarili trupci.

## Povijest
U kameno doba sliv rijeke bio je najgušće naseljen kraj u Estoniji. U donjem toku rijeke su 1904. pronađeni brojni neolitski arheološki ostaci.
U srednjem vijeku rijeka se zvala Emajõgi ili po njemačkom Embecke.

## Galerija
- Rijeka u gradu Pärnu, blizu njenog ušća u Baltičko more
- Rijeka u mjestu Tori
- Litice od pješčenjaka u blizini Torija
- Rijeka dok teče pored dvorca u Laupa
- Rijeka u blizini mjesta Sindi

## Vanjske poveznice
|  | Zajednički poslužitelj ima još gradiva o temi Pärnu (rijeka) |